# Renard R.36
Renard R.36 là một loại máy bay tiêm kích của Bỉ, được thiết kế để thay thế cho Fairey Firefly II trong biên chế của Không quân Bỉ.

## Biến thể
R.36
R.37
R.38
R.40

## Quốc gia sử dụng
Bỉ
- Không quân Bỉ

## Tính năng kỹ chiến thuật
Đặc điểm tổng quát
- Kíp lái: 1
- Chiều dài: 8,80m (28 ft 10½ in)
- Sải cánh: 11,64 m (38 ft 2¼ in)
- Chiều cao: 2,90m (9 ft 6⅛ in)
- Diện tích cánh: 20 m² (215,28 ft²)
- Trọng lượng rỗng: 1.770 kg (3.902 lb)
- Trọng lượng có tải: 2.470 kg (5.445 lb)
- Động cơ: 1 × 910hp Hispano-Suiza 12Ycrs, 678 kW (910 hp)

 Hiệu suất bay 
- Vận tốc cực đại: 515 km/h (320 mph)
- Tầm bay: 1000 km (620 dặm)

Trang bị vũ khí

- Súng: 1 x pháo 20-mm, 4 x súng máy 7,7m